# Çatalağaç, Gölbaşı
Çatalağaç là một xã thuộc huyện Gölbaşı, tỉnh Adıyaman, Thổ Nhĩ Kỳ. Dân số thời điểm năm 2011 là 363 người.